# Salaam Remi
Salaam Remi Gibbs (New York, 14 maggio 1972) è un produttore discografico statunitense.
Ha collaborato con artisti di fama internazionale quali Amy Winehouse o Nas.
Da luglio 2015, conduce un programma radiofonico su Beats 1, il network in diretta mondiale disponibile sul servizio Apple Music, intitolato Gratitude.

## Discografia

### 1993
- "Young Girl Bluez" (Biz Markie)

### 1994
- "Here Comes the Hotstepper" (Ini Kamoze)

### 1996
- "Fu-Gee-La" (The Fugees)

### 2002
- "Made You Look" (Nas)
- "I Can" (Nas)
- "Get Down" (Nas)

### 2003
- "Stronger Than Me" (Amy Winehouse)
- "Can't Get It Back" (Mis-Teeq)

### 2004
- "In My Bed" (Amy Winehouse)
- "Thief's Theme" (Nas)
- "Fuck Me Pumps (Amy Winehouse)

### 2007
- "Tears Dry on Their Own" (Amy Winehouse)
- "Less Than an Hour" (Nas feat. Cee Lo Green)

### 2008
- "Be a Nigger Too" (Nas)
- "Labels or Love" (Fergie)
- "Just Friends (Amy Winehouse)
- "Bust Your Windows (Jazmine Sullivan)
- "Lions, Tigers & Bears" (Jazmine Sullivan)

### 2009
- "Now I'm That Bitch (Livvi Franc feat. Pitbull)

### 2010
- "All I Want Is You" (Miguel feat. J. Cole)
- "Follow Us" (Big Boi feat. Vonnegutt)
- "Night Is Young" (Nelly Furtado)
- "Fuerte" (Nelly Furtado feat. Concha Buika)
- "10 Seconds" (Jazmine Sullivan)

### 2011
- "Nasty" (Nas)
- "Play the Guitar" (B.o.B feat. André 3000)

### 2012
- "Beautiful Surprise" (Tamia)
- "The Don" (Nas)
- "Cry" (Monica)

## Produzioni

### Con Amy Winehouse
- Amy Winehouse - You Sent Me Flying/Cherry
- Amy Winehouse - I Heard Love Is Blind
- Amy Winehouse - In My Bed
- Amy Winehouse - Just Friends
- Amy Winehouse - Me & Mr Jones
- Amy Winehouse - Moody Moody For Love
- Amy Winehouse - Mr. Magic
- Amy Winehouse - 'Round Midnight
- Amy Winehouse - Some Unholy War
- Amy Winehouse - Stronger Than Me
- Amy Winehouse - Tears Dry On Their Own
- Amy Winehouse - Brother
- Amy Winehouse - Will you still love me tomorrow?
- Amy Winehouse - Will you still love me tomorrow? (2011)
- Amy Winehouse - Our day will come
- Amy Winehouse - Between the cheats
- Amy Winehouse - Tears dry (original recording)
- Amy Winehouse - Valerie (68 version)
- Amy Winehouse - Half Time
- Amy Winehouse - Best Friends, right?
- Amy Winehouse - A song for you

### Con Nas
- Nas - Bridging The Gap
- Nas - Get Down
- Nas - Hey Nas
- Nas - I Can
- Nas - Made You Look
- Nas - The N
- Nas - Nasty
- Nas - Suicide Bounce
- Nas - Thief's Theme
- Nas - What Goes Around
- Nas - Where Y'all At?
- Nas - Zone Out
- Nas - You Can't Stop Us Now
- Nas - A Queens Story
- Nas - Accident Murderers
- Nas - Reach Out
- Nas - World's An Addiction
- Nas - Cherry Wine
- Nas - Bye Baby
- Nas - The Black Bond

### Altre produzioni
- Beenie Man - Love Me Now (feat. Wyclef Jean)
- Big Boi - Follow Us (feat. Vonnegut)
- Blaque - Can't Get It Back
- Buckshot LeFonque - No Pain, No Gain (Salaam Remi Remix)
- Canibus - Get Retarded
- Cee-Lo Green - Bodies
- Ciara - Click, Flash
- Da Bush Babees - Remember We (Remix)
- Fugees - Fu-Gee-La
- Fugees - Nappy Heads (Remix)
- Fugees - Ready Or Not (Salaam's Remix)
- Fugees - Vocab (Salaam's Remix)
- Greg Nice - Set It Off
- Groove Collective - Lift Off (Salaam Remi Remix)
- Ini Kamoze - Here Comes The Hotstepper
- Jazmine Sullivan - Bust Your Windows
- Jazmine Sullivan - Lions, Tigers & Bears
- Joss Stone - Young At Heart
- Whitney Houston - My Love Is Your Love (Salaam Remix)
- Wyclef Jean - Bubblegoose (co-produced by Wyclef Jean)
- Lil' Flip - You'z A Trick
- Lil' Flip featuring UGK - You'z A Trick (Remix)
- Mutya Buena - B Boy Baby
- Rupee - Do The Damn Thing
- Angie Martinez - No Playaz (feat. Lil' Mo & Tony Sunshine)
- Angie Martinez - Live At Jimmy's (feat. Big Pun, Cuban Link, Domingo & Sunkiss)
- Lisa "Left Eye" Lopes - The Block Party
- Melanie Fiona - Running (feat. Nas)
- Mis-Teeq - All In One Day
- Mis-Teeq - Can't Get It Back (co-produced by Staybent)
- Mis-Teeq - Strawberrez
- Pras Michel - Dance Hall (feat. Sean Paul, Spragga Benz & Roundhead)
- Nas & Cee-Lo - Less Than An Hour
- Nina Sky - On Some Bullshit
- Nina Sky - Too Long To Let Go
- I-20 - Fightin In The Club (feat. Lil Fate, Titty Boi & Chingy)
- I-20 - The Realist
- I-20 - Point 'Em Out (feat. Juvenile)
- Kevin Lyttle - Last Drop (feat. Spragga Benz & Assassin) (produced by Nicholas Brancker & Salaam Remi)
- Kevin Lyttle - I Got It (feat. Trey Songz & Troy Taylor) (Produced by Nicholas Brancker & Salaam Remi)
- Kevin Lyttle - My Lady (produced by Salaam Remi)
- Kevin Lyttle - Dancing Like Making Love (Produced by Nicholas Brancker & Salaam Remi)
- Kevin Lyttle - My Love (Produced by Da Bhann & Salaam Remi)
- Leona Lewis - Forgiveness (Co-produced and co-written by Remi & Kara DioGuardi)
- Leona Lewis - You Bring me Down (Co-produced by Taj Jackson and Remi and co-written by Remi, Jackson & Lewis)
- Ludacris - Virgo (feat. Nas & Doug E. Fresh)
- Chrisette Michele - In This For You, Good Girl
- Carlos Santana - Manana (feat. Keon Bryce)
- Tego Calderón - Payaso Ft. Eddie Dee & Voltio
- Lemar - Trust Me
- Livvi Franc - Now I'm That Bitch
- Nelly Furtado - Suficiente Tiempo
- Nelly Furtado - Girlfriend in the City
- Nelly Furtado - Something (feat. Nas)
- Nelly Furtado - The Most Beautiful Thing (feat. Sara Tavares)
- Nelly Furtado - Enemy
- 2005: Motown Remixed - "ABC" (Jackson Five Remix)
- Major Stress - A Day In Da Stuy